# Вільям Ернест Касл
Вільям Ернест Касл — американський генетик, один з перших генетиків ссавців. Учень Чарлза Давенпорта в Гарвардському університеті. Серед його учнів — Сьюелл Райт, С. Літтл, Леслі Данн.

## Біографія
Народився в невеличкому селищі Александрія в Огайо. 1889 року закінчив гуманітарний Університет Денісона та став професором латинської мови в Оттавському університеті. 1892 року під впливом власного зацікавлення ботанікою Касл вступив до Гарвардського університету. Навчаючись у Чарлза Давенпорта, він змінив свої біологічні зацікавлення на зоологію. Упродовж 1893—1895 років він здобув ступені бакалавра, магістра та доктора філослфії в галузі зоології. Один рік він викладав в Університеті Вісконсину в Медісоні, а 1897 року повернувся до Гарвардського університету, де працював до 1937 року. Касл став професором зоології та директором Інституту Бассі, який займався дослідженнями в галузі генетики. З 1937 року й до смерті працював в Університеті Каліфорнії в Берклі.